# Franz Gratzer (Politiker, 1906)
Franz Gratzer (* 15. Juni 1906 in Tröpolach; † 20. Februar 1986 im LKH-Klagenfurt) war ein österreichischer Landwirt und Politiker.

## Leben
Gratzer war der Sohn des Landwirts Franz Gratzer († 17. Juni 1965) und dessen Ehefrau Theresia geb. Gucher († 9. Juli 1940). Er war römisch-katholisch und heiratete am 19. Februar 1939 Wilhelmine Jost (* 17. April 1908).
Gratzer besuchte die Volksschule und wurde Hilfsarbeiter bei der Gailregulierung und Kassenführer der Sparkasse Tröpolach. 

## Politik
Im Ständestaat war er vom 19. November 1934 bis zum 11. März 1938 als Vertreter von Land- und Forstwirtschaft Mitglied im Ständischen Kärntner Landtag. 